# Castries
För andra betydelser, se Castries (olika betydelser).
Castries är huvudstad i Saint Lucia i Västindien. Staden är uppbyggd kring en naturlig hamn och har omkring 11 000 invånare. Distriktet Castries (quarter) har drygt 60 000 invånare. Idag besöks hamnen flitigt av stora kryssningsfartyg. I staden ligger OECS högkvarter och Östkaribiska högsta domstolen som är en gemensam domstol för medlemsländerna i OECS.

## Sport
Mindoo Philip Park var förut Windward Islands Cricket lag hemmaarena fram till 2002. Då i Gros Islet byggdes en ny arena Beausejour stadium. Var nationalarena för Västindiens landslag i cricket till 2002  (Västindien har ett cricketlandslag som är gemensam för Antigua, Barbuda, Barbados, Dominica, Grenada, Guyana, Jamaica, Saint Kitts och Nevis, Saint Lucia,   Saint Vincent och Grenadinerna och Trinidad och Tobago.).

## Historia
Castries grundades 1650 av fransmän under namnet Carenage. Staden bytte till dagens namn 1756 efter markis Charles Eugène Gabriel de La Croix de Castries. Under 1800-talet gjorde britterna staden till en viktig hamn och byggde fortifikationer på berget ovanför hamnen. Castries har flera gånger förstörts av bränder och återuppbyggts, bland annat den 19 juni 1948.